# Данфер-Рошро, Пьер
Пьер Мари́ Фили́пп Аристи́д Данфе́р-Рошро́ (фр. Pierre Marie Philippe Aristide Denfert-Rochereau; 11 января 1823 — 11 мая 1878) — французский полковник и политический деятель, прославившийся защитой Бельфора во время Франко-прусской войны 1870—1871 годов.

## Биография
Пьер Мари Филипп Аристид Данфер-Рошро родился 11 января 1823 года.
В 1845 году он вступил на службу лейтенантом во 2-й инженерный полк французской армии с которым принимал участие в нескольких походах. Во время Крымской войны, при штурме Малахова кургана под Севастополем, Данфер-Рошро был тяжело ранен.  
В 1864 году он был назначен начальником инженеров крепости Бельфор. Уже во время Франко-прусской войны 1870—1871 гг. и незадолго до окружения Бельфора Пьер Мари Филипп Аристид Данфер-Рошро был назначен (16 октября 1870 года) комендантом и сразу же распорядился создать ряд позиций впереди существовавших тогда верков и вынесением, таким образом, обороны за пределы крепости; его энергичные распоряжения существенно содействовали ускорению мобилизации укрепрайона. Во время осады Бельфора, под его руководством 17000 защитников города, среди которых было только 3500 военных, успешно противостояли 40-тысячной прусской армии. За это Данфер-Рошро получил прозвище «Бельфорский лев».
После войны Данфер-Рошро подал в отставку и затем был избран в национальное собрание Франции, где являлся выразителем республиканских идей. В 1876 году избран в палату депутатов, в которой произнес известную речь о политических правах военнослужащих (издана в 1906 году в переводе на русский язык В. К. Шнеура). 
Пьер Мари Филипп Аристид Данфер-Рошро умер 11 мая 1878 года в Версале.
В его честь названы площадь и улица в Париже, а скульптор Бартольди создал несколько монументов под названием «Бельфорский лев», один из которых расположен в Бельфоре и стал символом этого города, а другой находится в центре парижской площади Данфер-Рошро.